# Agrilus dollii
Agrilus dollii es una especie de insecto del género Agrilus, familia Buprestidae, orden Coleoptera, descrito por Schaeffer, 1904.
Mide 4-5.5 mm. Se encuentra desde el sur de Texas hasta Yucatán en México. En Texas las larvas han sido encontradas en Diospyros texana.